# La Vierge Marie comme un enfant en train de prier
La Vierge Marie comme un enfant en train de prier est une peinture de Francisco de Zurbarán datant de 1658 à 1660, aujourd'hui conservée au musée de l'Ermitage à Saint-Pétersbourg. Le sujet est similaire à celui de sa Vierge enfant en extase du Metropolitan Museum of Art. Le peintre a achevé l'œuvre à Madrid quelques années avant sa mort. 